# 烏骨雞
烏骨雞（Silky fowl），又稱丝羽乌骨鸡、武山雞、竹絲雞、烏雞，家雞的一个品種，是中國的藥用珍禽之一，亦有人飼養作觀賞用途。牠的發源地在中國江西泰和武山北岩汪陂村，故又名武山雞。人稱竹絲雞為「十全」：“紫冠、綠耳、白絲毛、藍纓子、胡子、五爪、毛腳、烏皮、烏骨、烏肉”。
中華食補文化認為烏骨雞的營養與滋補遠勝一般家雞，《证类本草》、《本草拾遺》、《本草綱目》均載其作用，烏骨雞主營養成分為：蛋白質、維生素A、B群、E、磷、鐵、鉀、鈉、鋅、硒，及黑色素美拉寧等。皮、肉、骨皆呈黑色。為馬可波羅東方見聞錄所形容「有毛無羽」的雞隻，杜甫曾養過烏骨雞，婦科中藥「烏雞白鳳丸」以此為原料製成。

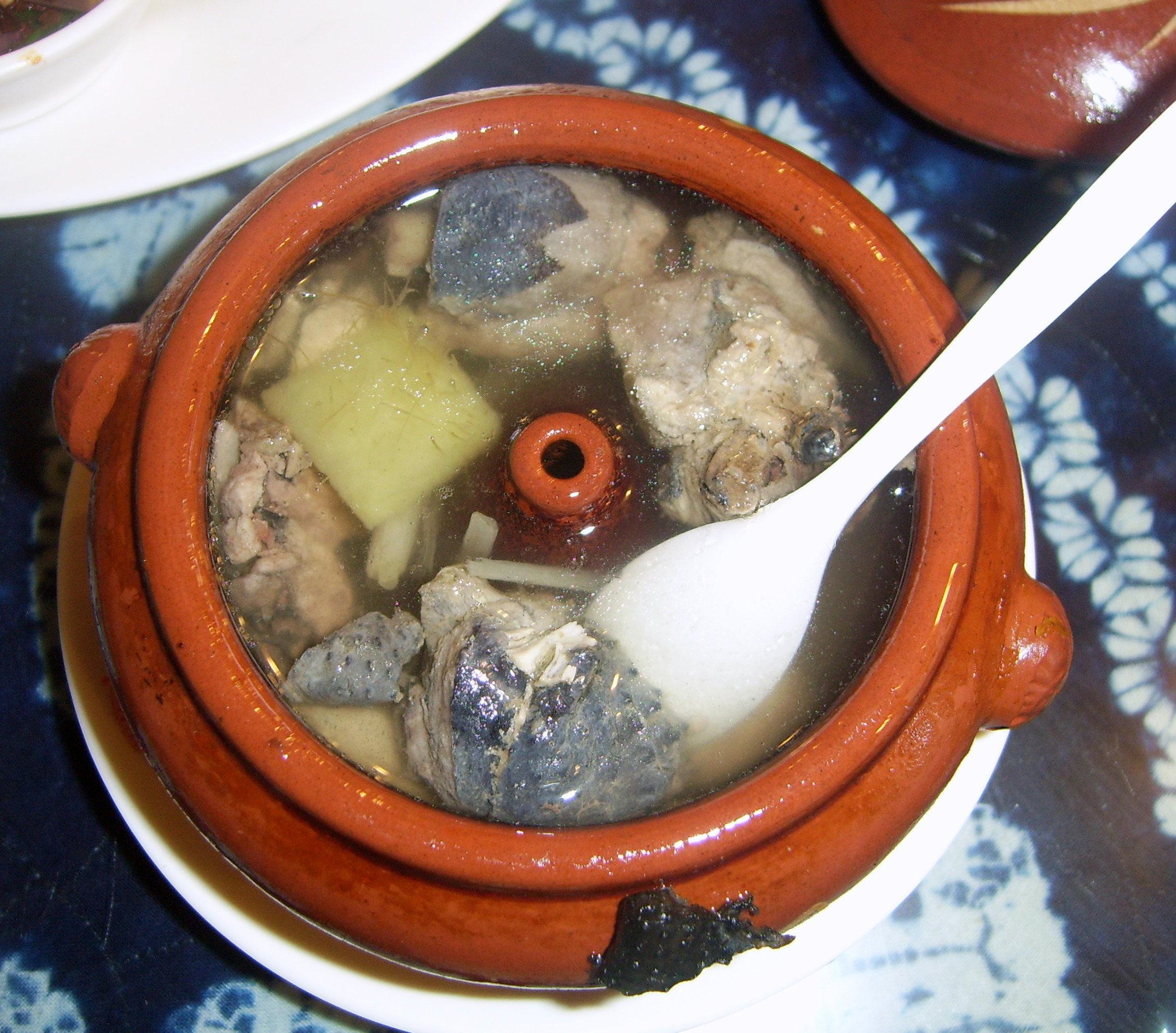
用乌鸡肉做的汽锅鸡

## 註腳
1. ↑  Breed Classification. Poultry Club of Great Britain. Archived 12 June 2018.